# Will Tippin
William "Will" D. Tippin, jucat de Bradley Cooper, este unul dintre prietenii lui Sydney Bristow în serialul Alias.

## Biografie
La începutul serialului, Will era doar prietenul lui Sydney Bristow
și reporter la un ziar local. După moartea logodnicului lui Sydney,
Danny Hecht, Will începe să investigheze moartea ciudată   acestuia. Sydney, știind adevărul  — că Danny a fost omorât pentru că SD-6 a aflat că el știa că Sydney era spion - i-a cerut lui Will să înceteze investigațiile. Dar Will a continuat și s-a trezit în lumea complicată a spionajului. Aceasta s-a petrecut spre sfârșitul primului sezon, când Will a fost capturat de Sark și a fost salvat de Sydney și Jack. Pe atunci, Will avea destul material să publice un articol despre SD-6. Pentru a discredita articolul - și în același timp să-l salveze pe Will de a fi ucis de 
SD-6 - Jack a aranjat pentru Will să apară că a fost drogat cănd a scris articolul, astfel distrugând-i lui Will toată cariera de reporter.
Will a fost recrutat ca un cercetător privat la CIA. Utilizânadu-și tenacitatea și instinctul de jurnalist, Tippin a căutat despre proiectul guvernamental secret Proiectul Christmas pentru Michael Vaughn. Proiectul Christmas a fost folosit pentru a determina potențialii viitori spioni printr-un test standardizat oferit copiilor. Uniunea Sovietică a aflat despre acest proiect și a trimis-o Irina Derevko pentru a fura informații și pentru a putea realiza propria lor versiune a acestui proiect. 
Will a avut-o ca iubită pe Francie Calfo (iar apoi fără să știe pe dublura acesteia, Allison Doren) înainte de a fi aproape omorât și apoi a fost introdus în Programul de Protecție a Martorilor. A mai avut o  mică apariție, când a fost căutat de Sydney, cu care a fost într-o misiune în căuatarea cubului lui Rambaldi. În timpul acelei misiuni, Will se întâlnește cu Allison și o omoară pe aceasta, după care s-a reîntors la viața lui privată.
Către sfârșitul sezonului 5, în episodul "There's Only One Sydney Bristow" (episodul numărul 100), Tippin este răpit de Anna Espinosa și folosit ca momeală pentru Sydney. Pe parcursul misiunii de salvare, o mostră de ADN a lui Sydney este luată. Mai târziu, este descoperit faptul că răpitorii lui Will (Prophet Five) i-au implantat o bombă minusculă în cap, care va exploda dacă Sydney nu îi livrează Annei un obiect al lui Milo Rambaldi. Will o însoțește pe Sydney în misiune, care nu era altceva decât o capcană pentru a lua mai mult material generic de la Sydney (acesta a fost folosit mai târziu pentru a o transforma pe Anna într-o dublură a lui Sydney, la fel cum Francie a fost înlocuită de Allison). Will o salvează pe Sydney, iar aceasta dezamorsează bomba folosind o telecomandă. În timpul acestei misiuni, Will o anunță pe Sydney că plănuia să o ceară în căsătorie pe prietena lui înainte de a fi răpit și o întreabă pe Sydney dacă ar vrea să-i fie cavaler de onoare, propunere pe care o acceptă cu entuziasm.